# En stor svensk: Harry Viktor
En stor svensk: Harry Viktor är en svensk kortfilm från 2001 med Fredrik Lindström och Pontus Djanaieff i huvudrollerna. Manus skrevs av Fredrik Lindström och Hasse Pihl, som också stod för en stor del av sångtexterna, undantaget "Smör i varmt potatismos", som är hämtad från Pegas på villovägar, en pekoralantologi, skriven av Olle Strandberg och Bengt Åhlén. 
Den har formen av en fiktiv dokumentärfilm om Harry Viktor (1902–1973), en revykung som hade sina glansdagar på 1930- och 40-talet. Dokumentären leds av Lindström, med Djanaieff i rollen som Viktor, och sändes första gången i Sveriges Television i april 2001.
Filmen, som spelades in 1998, var ett pilotavsnitt till en tilltänkt TV-serie med titeln Stora svenskar som SVT inte tyckte "höll måttet." Den egentliga anledningen lär ha varit att SVT i Malmö oroade sig för att serien skulle vara för konstig, och att man riskerade att vilseleda publiken. Originalidéen var tänkt att löpa över sex fristående episoder med fiktiva porträtt av, bland andra, en kvinnlig konstnär med sin storhetstid på 50-talet, en arkeolog med tveksamma bevisgrunder och fotbollslegendaren "Firma" Bäckström.
Namnet Harry Viktor följer samma mönster som den tidens stora revystjärnor, som Ernst Rolf och Karl Gerhard. Flera delar ur Viktors stormiga biografi var dock inspirerade av Johnny Bodes liv.
Denna mockumentär (eller "fejkumentär") pendlar mellan olika berättartekniker. Emellanåt kan den verka trovärdig, till exempel när revykännaren Uno "Myggan" Ericson och skådespelerskan Sickan Carlsson berättar detaljerat om Harry Viktor. Detta varvas med Fredrik Lindströms speakertext, som innehåller den ena ironiska absurditeten efter den andra.

## Sånger (urval)
- Som smör i varmt potatismos
- Kors, vilket nappatag
- Får det lov att vara en cigarr? Sa indianen
- Hej, sa snickar'n
- Har någon sett min sportmössa?
- Kom ska vi dansa negerjazz
- Hej, du tysk
- Jag flyttar in hos gåsmor